# 東清水変電所

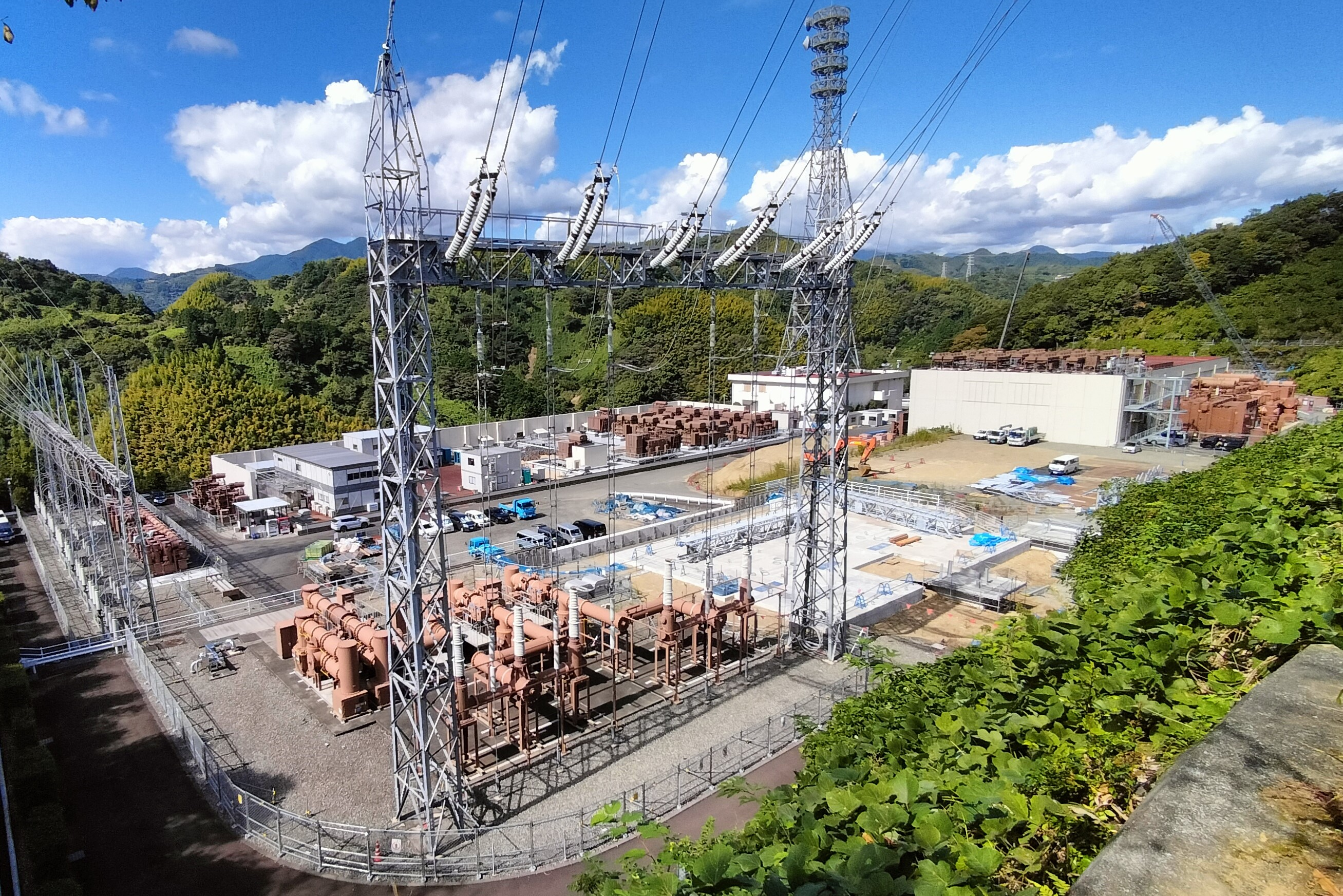
東清水変電所全景（2022年10月撮影）

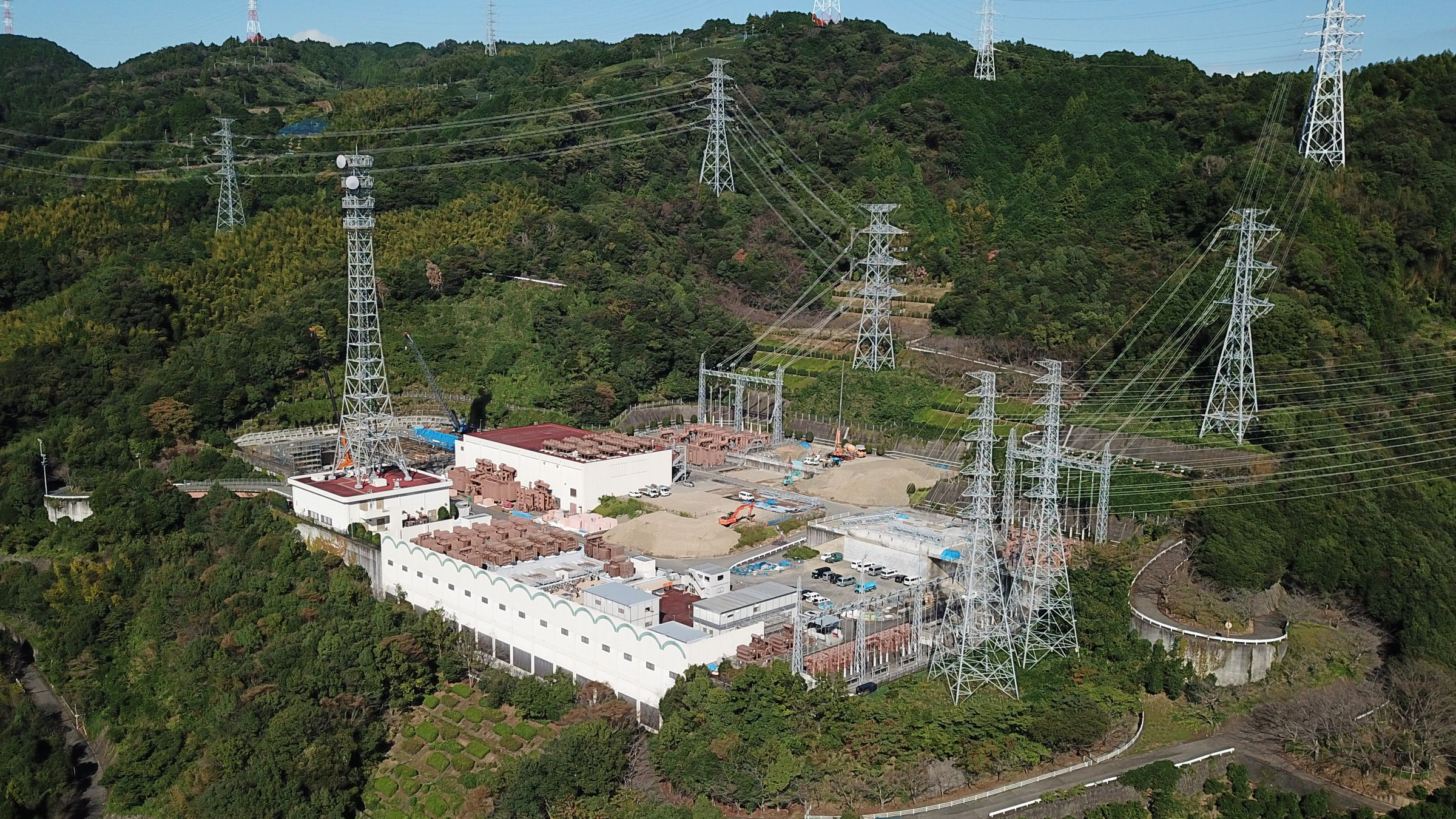
東清水変電所全景（2022年10月撮影）

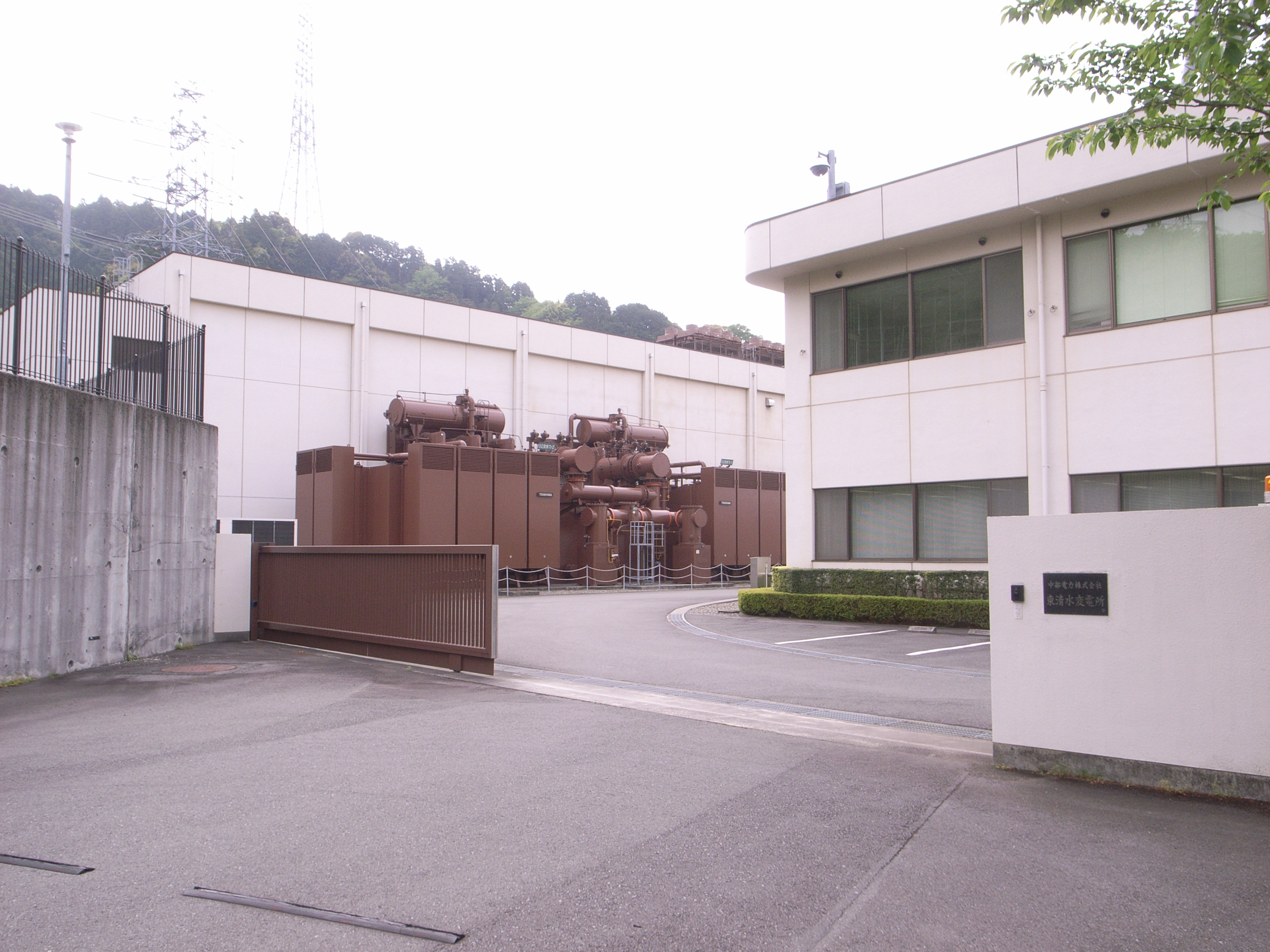
東清水変電所入口（2011年5月撮影）

東清水変電所（ひがししみずへんでんしょ）は、静岡県静岡市清水区広瀬にある中部電力パワーグリッドの変電所。変電容量は50万kVA。
佐久間周波数変換所や新信濃変電所と同様に、50Hz（東京電力パワーグリッド）と60Hz（中部電力パワーグリッド）の交流電力を相互に変換する、日本3番目のサイリスタ式周波数変換施設であり、一次変電所でもある。
1995年9月に着工、2003年運転開始予定であったが、275kV送電線の用地交渉が難航、2006年3月に154kV送電線で仮運用を開始。
当初の容量は10万kW。
2011年5月、東北地方太平洋沖地震（東日本大震災）後の電力不足を受け、緊急的に13万5千kWに増強。
2013年2月、30万kWの本格運用を開始。
2020年4月1日、発送電分離により中部電力から、子会社の中部電力パワーグリッドに移管された。

## 設備
- 主要変圧器
- ガス絶縁開閉器(GIS)：275kV,154kV,77kV
- サイリスタバルブ：4アーム積層形(空気絶縁純水循環風冷式)
直流125kV, 2400A, 300MW
- 調相設備：電力用コンデンサ(SC),分路リアクトル(ShR)
- 交流フィルタ

## 系統
- 東清水分岐線：154kV×2(暫定)
本運用時は駿河東清水線：275kV
- 清水東清水線、他：77kV×4
- 富士川線：154kv×2(50Hz・東京電力へ)